# 화야산
화야산(禾也山)은 대한민국 경기도 가평군과 양평군에 걸쳐 있는 산이다.
정상 북쪽 끝에 위치한 뾰루봉(709m)과 서쪽 능선 위에 있는 고동산이 화야산에 딸린 봉우리라 할 수 있다.

## 같이 보기
- 한국의 산